# 잘먹고 잘사는 법
《잘먹고 잘사는법, 식사하셨어요?》는 2002년 3월 2일부터 2016년 12월 25일까지 방송되었던 SBS TV의 교양 프로그램으로 건강, 여행, 여가, 삶의 질 등에 대한 정보들을 다루는 프로그램이다.

## 개요
- 초반에는 임성훈과 최영아 2mc 체제로 스튜디오에서 1, 2부로 녹화를 진행하다가, 2009년 5월 2일부터 스튜디오 녹화가 폐지되고 VCR 촬영분으로 방송이 진행되었다.
- 2009년까지는 (주)캔디엔터테인먼트 및 (주)유니원에서 공동 제작하다가 2009년부터 (주)미디어프레가 '시골밥상과 건강상식코너'를, (주)유니원이 '스타의 잘먹고 잘사는법'을 제작하였으며, 2013년 1월부터 (주)미디어프레월드프로덕션으로 제작사가 단일화 되면서 '정동환의 잘먹고 잘사는법', '김혜영의 시골밥상', '건강메모' 등의 코너로 운영되었다.
- 2013년 7월부터는 미녀들의 수다에 출연한 따루, 오태연, 아람 등과 함께 '웰컴투 할매골'이 '시골밥상'을 대치하여 편성되었으며, 다시 2013년 10월부터는 혜은이와 김동현의 '진짜진짜 좋아해'라는 코너로 개편되어 방송되었다.
- 2014년 4월 26일부터 코미디언 이영자, 요리연구가 임지호 2MC 체제로 진행되며, 제목도 '잘 먹고 잘 사는 법-식사하셨어요?'로 바뀌었다.[2][3]
- 매주 토요일 오전 11시부터 1시간 동안 방영됐지만 2003년 2월 SBS 부분개편에 따라[4] 오전 10시로 1시간 앞당겨졌으며 2004년 5월 1일부터 2시간(오전 9:00 ~ 11:00) 동안  방송됐지만 접속! 무비월드가 2008년 6월 21일부터 토요일 오전 11시로 옮김에 따라[5] 같은 날부터 1부가 폐지되면서 축소 편성(9시 50분부터 11시까지)됐고  2014년 6월 29일부터 매주 일요일 오전 8시 10분으로 시간대를 옮겼다.[6][7]
- KNN을 제외한 나머지 지역에서는 수중계로 방송되었다.
- 2015년 8월부터 2016년 12월 25일까지 배우 김수로가 단독 진행하였다.

## 예전에 진행되었던 코너
- 총괄: SBS 제작본부 김박
- 제작사: 미디어프레 김승회PD

### 몇 살이세요?!
어떻게 움직이고 무엇을 먹느냐에 따라 더 빨리 혹은 더디게 늙어가는 우리의 몸! 당신의 몸은 이미 속도위반 중...? 지금 ‘몇 살이세요?!’ 몸의 건강상태와 노화 정도를 말해주는 생체나이를 관리해 천천히 늙어가자! 스타의 생체 나이와 일상 공개를 통해 장수 노하우를 알아본다.
- PD: 허민혁, 봉성종
- AD: 이선경

### 진짜 진짜 좋아해
김동현-혜은이 부부와 함께 떠나는 여행! "진짜 진짜 좋아해“는 보고~ 먹고~ 듣는~ 세 가지 즐거움, 三樂이 있다! 즐거움이 넘치는 색다른 여행을 통해 전국 곳곳에 숨어 있는 명소와 어머니들의 추억과 정성이 담긴 특별한 음식을 만나보자!
- PD: 김재훈, 송병건, 곽수영

### 건강메모
21세기를 관통하는 트렌트 키워드 웰빙! 남녀노소 누구나 궁금해 하고 실천하고 싶어 하는 웰빙 라이프에 대해 보다 정확하고 다양한 정보를 제공한다. 건강하고 자연친화적인 삶, 여유있고 행복한 심신을 위한 우리 주위의 모든 것, 유형 무형의 것들을 '건강메모'에서 심층적으로 파헤쳐본다.
- PD: 김보아

## 수상 경력
- 제29회(2002년) 한국방송대상 TV다큐부문 작품상

## 동일 소재 프로그램
- 먹거리 X파일 (채널A)